# Аль-Хилайви, Мухаммад
Моха́ммед а́ль-Хилайви́, Мохаммед аль-Хлави (араб. محمد الخليوي‎, англ. Mohammed al-Khilaiwi; 21 августа 1971, Джидда — 13 июня 2013, там же) — саудовский футболист, защитник сборной Саудовской Аравии и клубов «Аль-Иттихад» и «Аль-Ахли» из Джидды. Участник чемпионата мира 1994 года и чемпионата мира 1998 года.

## Карьера

### Клубная
Профессиональную карьеру начал в 1989 году в клубе «Аль-Иттихад» из Джидды, за который выступал до 2003 года, став за это время вместе с командой 5 раз чемпионом Саудовской Аравии, 3 раза обладателем Кубка наследного принца Саудовской Аравии, по 2 раза обладателем Кубка Саудовской федерации футбола и Саудовско-Египетского суперкубка и по 1-му разу победителем Кубка обладателей кубков Азии и Клубного кубка чемпионов Персидского залива. В 2003 году перешёл в другой клуб из Джидды «Аль-Ахли», за который выступал вплоть до завершения карьеры игрока в 2005 году.

### В сборной
В составе первой национальной сборной Саудовской Аравии выступал с 1992 по 2001 год, сыграв за это время 163 матча и забив 3 гола в ворота соперников. Участник чемпионата мира 1994 года и чемпионата мира 1998 года. В 1996 году, вместе с командой, стал обладателем Кубка Азии (дважды был его финалистом), в 1994 году обладателем Кубка наций Персидского залива (в 1998 году стал его финалистом), а в 1998 году обладателем Кубка арабских наций (в 1992 году был его финалистом).

## Достижения

### Командные
Обладатель Кубка Азии: (1)
- 1996

Финалист Кубка Азии: (2)
- 1992, 2000

Обладатель Кубка арабских наций: (1)
- 1998

Финалист Кубка арабских наций: (1)
- 1992

Обладатель Кубка наций Персидского залива: (1)
- 1994

Финалист Кубка наций Персидского залива: (1)
- 1998

Чемпион Саудовской Аравии: (5)
- 1996/97, 1998/99, 1999/00, 2000/01, 2002/03

Обладатель Кубка наследного принца Саудовской Аравии: (3)
- 1990/91, 1996/97, 2000/01

Обладатель Кубка Саудовской федерации футбола: (2)
- 1996/97, 1998/99

Обладатель Кубка обладателей кубков Азии: (1)
- 1999

Обладатель Саудовско-Египетского суперкубка: (2)
- 2001, 2003

Обладатель Клубного кубка чемпионов Персидского залива: (1)
- 1999